# Хирш, Дэвид
Дэвид Хирш (англ. David Hirsh; род. 29 сентября 1967, Лондон) — британский социолог, известный трудами в области социологии геноцида и антисемитизма.

## Биография
Родился в Лондоне в семье Джулиана и Мирьям Хирш. Вырос в Хайгейте, окончил Лондонский городской университет со специализацией в философии и социологии. Продолжил обучение в Уорикском университете, где получил степень доктора философии в социологии за диссертацию о преступлениях против человечества в международном праве. Его первая монография «Законы против геноцида (международные процессы)» была отмечена премией Британской социологической ассоциации (The Philip Abrams Prize, 2004) и была посвящена вопросам международного законодательства по геноциду, с подробным разбором суда над А. А. Савонюком, процесса Дэвида Ирвинга против Деборы Липштадт и судов Международного трибунала по бывшей Югославии.
Занимаясь проблемами современного антисемитизма, ввёл понятие «формулировка Ливингстона» (The Livingstone Formulation), названное в честь неоднократно использовавшего эту тактику представителя левого крыла Лейбористской партии Кена Ливингстона. Формулировка Ливингстона подразумевает тактику защиты от обвинений в антисемитизме путём использования контробвинений в разыгрывании антисемитской карты с целью делегитимации критики в отношении политики Государства Израиль. В 2017 году вышла его вторая монография «Современный левый антисемитизм», в том числе рассматривающая использование формулировки Ливингстона и других аналогичных тактик представителями политических движений левого толка в Великобритании.
Автор ряда научных публикаций по вопросам преступлений против человечества, современного антисемитизма, тоталитарных движений и тоталитаризма, нового популизма.
Был активистом Национальной организации студентов-лейбористов. Основатель общественной организации Engage, деятельность которой направлена на мониторинг и борьбу с антисемитизмом в Великобритании; редактор её сайта. Профессор Голдсмитского колледжа Лондонского университета.

## Монографии
- Law Against Genocide: Cosmopolitan Trials. London: Routledge-Cavendish Publishing, 2003. — 208 pp.
- Contemporary Left Antisemitism. London: Routledge, 2017. — 336 pp.
- The Rebirth of Antisemitism in the 21st Century: From the Academic Boycott Campaign into the Mainstream. Edited by David Hirsh. Studies in Contemporary Antisemitism. London: Routledge, 2023. — 274 pp.